# Centrale idroelettrica di Bardonetto

## Descrizione
L'impianto di Bardonetto fa parte del sistema della Valle dell'Orco, comprendente:
- i due serbatoi Agnel e Serrù che alimentano la centrale idroelettrica di Villa
- il serbatoio di Ceresole che, insieme alle acque serbatoio Valsoera, alimenta la centrale di Rosone
- la centrale di Bardonetto, che riceve le acque di scarico della centrale di Rosone
- la centrale idroelettrica di Pont che riceve le acque dalla centrale di Bardonetto.

L'impianto è dotato di una vasca di carico a regolazione oraria della capacità di 10.000 m³, nella quale confluiscono le acque restituite dalla centrale di Rosone, oltre alle acque del torrente Orco.
Nella centrale sono presenti due gruppi generatori della potenza totale di 18 MW, per una producibilità annua complessiva pari a circa 70 GWh.